# Perth County
Perth County är ett county i Kanada.   Det ligger i provinsen Ontario, i den sydöstra delen av landet, 500 km sydväst om huvudstaden Ottawa.